# Cerathybos
Cerathybos är ett släkte av tvåvingar. Cerathybos ingår i familjen puckeldansflugor.
Kladogram enligt Catalogue of Life:
| Cerathybos | \| \| Cerathybos bezzii \| \| \| \| \| \| Cerathybos catharinensis \| \| \| \| \| \| Cerathybos nigripes \| \| \| \| \| \| Cerathybos schinusei \| \| \| \| |
|            | \| \| Cerathybos bezzii \| \| \| \| \| \| Cerathybos catharinensis \| \| \| \| \| \| Cerathybos nigripes \| \| \| \| \| \| Cerathybos schinusei \| \| \| \| |
|            | Cerathybos bezzii |
|            | |
|            | Cerathybos catharinensis |
|            | |
|            | Cerathybos nigripes |
|            | |
|            | Cerathybos schinusei |
|            | |